# Ван дер Камп, Анна
Анна Магдалене ван дер Камп (англ. Anna Magdalene van der Kamp; род. 19 июня 1972, Абботсфорд, Британская Колумбия) — канадская гребчиха, выступавшая за сборную Канады по академической гребле в середине 1990-х годов. Серебряная призёрка летних Олимпийских игр в Атланте, победительница и призёрка регат национального значения.

## Биография
Анна ван дер Камп родилась 19 июня 1972 года в городе Абботсфорд провинции Британская Колумбия, Канада.
Занималась академической греблей во время учёбы в Викторианском университете, состояла в университетской гребной команде «Виктория Вайкс», неоднократно принимала участие в различных студенческих соревнованиях.
Дебютировала на взрослом международном уровне в сезоне 1994 года, когда вошла в основной состав канадской национальной сборной и в программе распашных рулевых восьмёрок выступила на чемпионате мира в Индианаполисе, где, тем не менее, сумела квалифицироваться лишь в утешительный финал B и заняла итоговое седьмое место. Кроме того, с тем же составом выиграла золотую медаль на Регате Содружества.
В 1995 году на мировом первенстве в Тампере финишировала в той же дисциплине шестой.
Благодаря череде удачных выступлений удостоилась права защищать честь страны на летних Олимпийских играх 1996 года в Атланте. В составе экипажа, куда также вошли гребчихи Тоша Тсанг, Эмма Робинсон, Джессика Монро, Хизер Макдермид, Мария Мондер, Тереза Люк, Элисон Корн и рулевая Лесли Томпсон, показала второй результат в восьмёрках, уступив более четырёх секунд команде из Румынии — тем самым завоевала серебряную олимпийскую медаль. Помимо этого, в паре с Эммой Робинсон стартовала в безрульных двойках, но здесь попасть в число призёров не смогла — в главном финале финишировала пятой.
Сразу после атлантской Олимпиады ван дер Камп завершила спортивную карьеру и посвятила себя защите окружающей среды. Являлась сотрудницей компании Delphi Group, работала в Privy Council Office. В 2001 году основала некоммерческую организацию Clean Air Champions, деятельность которой направлена на привлечение внимания к проблеме загрязнения воздуха.